# Айвенго (Каліфорнія)
Айвенго (англ. Ivanhoe) — переписна місцевість (CDP) в США, в окрузі Туларе штату Каліфорнія. Населення — 4468 осіб (2020).

## Географія
Айвенго розташоване за координатами 36°23′19″ пн. ш. 119°13′13″ зх. д. / 36.38861° пн. ш. 119.22028° зх. д. (36.388539, -119.220167).  За даними Бюро перепису населення США в 2010 році переписна місцевість мала площу 5,22 км², уся площа — суходіл.

## Демографія
Згідно з переписом 2010 року, у переписній місцевості мешкало 4495 осіб у 1142 домогосподарствах у складі 997 родин. Густота населення становила 862 особи/км².  Було 1217 помешкань (233/км²).
Расовий склад населення:
| - 44,5 % — білих - 1,8 % — корінних американців - 0,6 % — азіатів - 0,4 % — чорних або афроамериканців - 49,4 % — осіб інших рас |

До двох чи більше рас належало 3,2 %. Частка іспаномовних становила 83,5 % від усіх жителів.
За віковим діапазоном населення розподілялося таким чином: 34,8 % — особи молодші 18 років, 58,0 % — особи у віці 18—64 років, 7,2 % — особи у віці 65 років та старші. Медіана віку мешканця становила 27,4 року. На 100 осіб жіночої статі у переписній місцевості припадало 104,9 чоловіків;  на 100 жінок у віці від 18 років та старших — 107,0 чоловіків також старших 18 років.
Середній дохід на одне домашнє господарство  становив 33 812 долари США (медіана — 29 063), а середній дохід на одну сім'ю — 37 053 долари (медіана — 32 635). За межею бідності перебувало 36,3 % осіб, у тому числі 39,6 % дітей у віці до 18 років та 24,2 % осіб у віці 65 років та старших.
Цивільне працевлаштоване населення становило 1324 особи. Основні галузі зайнятості: сільське господарство, лісництво, риболовля — 29,5 %, виробництво — 19,0 %, роздрібна торгівля — 16,5 %.